# Antírrodos

Alejandría (30 a. C.) La isla está marcada con el n.º 2.

Antírrodos (en griego antiguo: Aντίρρoδος, romanizado: Antirrhodos), o Anti Rodas, era una isla en el puerto oriental de Alejandría, en el que se situaba un palacio ptolemaico. La isla estuvo ocupada hasta los reinados de Septimio Severo y Caracalla  y se hundió, probablemente, en el siglo IV a causa de los terremotos y del tsunami acaecido tras un terremoto en la zona mediterránea oriental cerca de Creta, en el año 365. El lugar se encuentra ahora bajo el agua, cerca del paseo marítimo de la Alejandría moderna, a una profundidad aproximada de cinco metros. Las descripciones de la isla fueron registradas en la Antigüedad clásica por geógrafos e historiadores griegos. Estrabón describió un palacio en Antírrodos en el año 27 a. C.  y escribió que el nombre de la isla («contra-Rodas») derivaba de la rivalidad entre esta y la isla de Rodas. Antírrodos formaba parte del antiguo puerto real de Alejandría, el Portus Magnus, que también incluía partes de la península de Loquias en el este y de la isla de Faro en el oeste. Dicho puerto quedó abandonado tras el terremoto del siglo VIII y permaneció como una bahía abierta.

## Redescubrimiento
En 1996, los trabajos de arqueología subacuática realizados en el puerto de Alejandría, dirigidos por Franck Goddio, permitieron localizar la isla y descubrir que esta no estaba situada en la parte del puerto que señaló Estrabón, sino en el lado opuesto. Las excavaciones mostraron que la isla había sido ocupada con anterioridad a la fundación de Alejandría y que estaba totalmente nivelada y preparada para su construcción, en torno al 250 a. C. La isla era pequeña (unas 500 hectáreas o 1200 acres) y estaba completamente pavimentada, con tres caminos que conducían hacia diferentes direcciones. 
El camino principal tenía 300 metros de largo (1000 pies) y acogía una explanada enfrente del Cesáreo, en el paseo marítimo continental. En la explanada, Goddio descubrió las ruinas de un palacio del siglo III a. C., relativamente modesto (90 por 30 metros) y con suelo de mármol, que podría haber sido la residencia real de Cleopatra. En otro camino estrecho de la isla, había un pequeño templo de Isis con una estatua de granito a tamaño real en su entrada. Dicha figura representaba a un sacerdote egipcio de la diosa Isis con la cabeza afeitada, que portaba un canope de Osiris. Un par de esfinges de granito flanqueaban la estatua, una de las cuales tenía la cabeza de Ptolomeo XII, el padre de Cleopatra. Entre los caminos secundarios del lado oriental de la isla había un pequeño puerto con dársenas. Aquí había una serie de 60 columnas, cada una de 1 metro de diámetro y 7 metros de alto, hechas de granito rojo egipcio y rematadas con una corona decorada. Pinturas antiguas indicarían que las columnas representaban la entrada ceremonial a la isla. En las inmediaciones del puerto se han identificado los pecios de un barco romano de 30 metros de largo que datarían del siglo I a. C. o del siglo I d. C.El agujero en el casco del barco sugeriría que este podría haberse hundido tras haber sido golpeado por otro barco.
También se ha localizado en la isla la ubicación del Timonio, el inacabado palacio de Marco Antonio. Otros hallazgos incluyen una colosal cabeza de piedra, que se cree que es de Cesarión, el hijo de Cleopatra, y un enorme bloque de cuarcita con un grabado de un faraón y una inscripción que indicaría que representa a Seti I, padre de Ramsés II. Algunos de los objetos faraónicos del lugar habían sido traídos de Heliópolis por los gobernantes ptolemaicos y reutilizados para construir sus edificios. Las ruinas de la isla no parecen ser posteriores al período ptolemaico, lo que sugiere que el palacio pudo haber sido abandonado poco después de la muerte de Cleopatra y del dominio de Egipto por parte del Imperio romano.
|                                                                                |
| Mapa de Alejandría de 1743. Supuesto emplazamiento de la isla de Antirrhodos. ̟ |

| |
| Busto de Cleopatra, actualmente expuesto en el Museo Real de Ontario, Toronto. Se cree que el busto fue descubierto en el palacio real de Antírrodos. |

| |
| Torso de mármol blanco de Hermes descubierto en la rama meridional de la isla de Antírrodos. (Exposición del Grand Palais, 2006). |